# Massimo Dapporto

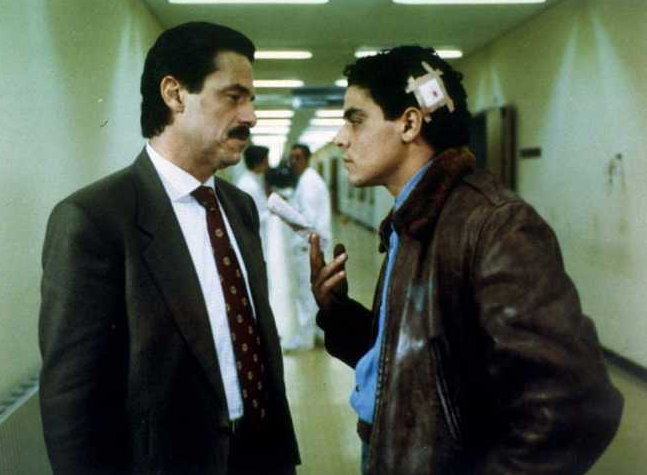
Massimo Dapporto (links) mit Francesco Benigno (1992)

Massimo Dapporto (* 8. August 1945 in Mailand) ist ein italienischer Filmschauspieler.

## Leben
Er ist der Sohn des Filmschauspielers Carlo Dapporto und stand in vielen Fernseh- und Spielfilmen vor der Filmkamera. In Ich und der Duce aus dem Jahr 1985 verkörperte Dapporto Vittorio Mussolini.
Zweimal konnte Dapporto auch für Spielfilme über den römischen Kaiser Nero verpflichtet werden. In Nero (1977), einer jedoch mehr komisch angelegten Verfilmung stellte er einen christlichen Gefangenen dar, in Nero – Die dunkle Seite der Macht aus dem Jahr 2004 den römischen Kaiser Claudius.
Zu der auch im deutschsprachigen Raum bekanntesten Produktion zählt Die Kinderklinik, eine Miniserie (1993 und 1998) mit Katharina Böhm, Désirée Nosbusch und Adriano Pantaleo. Dapporto verkörperte darin Dr. Paolo Magri.

## Privates
Dapporto ist seit 1971 mit Stefania Longo verheiratet und ist der Vater des Regisseurs Davide Dapporto (* 15. Januar 1972).

## Filmografie (Auswahl)
- 1979: Sbirro, la tua legge è lenta… la mia no!
- 1987: Die Familie (La famiglia)
- 1988: Die französische Cousine (Mignon è partita)
- 1988: Vivaldi (Rouge Venise)
- 1989: Zur Rache verdammt (Desamistade)
- 1991: Ein einfacher Fall (Una storia semplice)
- 1995: Für Ehre und Vaterland (Marciando nel buio)
- 1998: Die Kinderklinik (Amico mio) (Fernseh-Miniserie)
- 2004: Nero – Die dunkle Seite der Macht (Imperium: Nerone) (Fernsehfilm)
- 2001–2003: Casa famiglia (Fernsehserie)
- 2013: Il commissario Rex (Fernsehserie, eine Folge)